# Wapen van Paliseul

Het wapen van Paliseul

Het wapen van Paliseul is het gemeentelijke wapen van de Belgische gemeente Paliseul. De Luxemburgse gemeente heeft het wapen in 1981 officieel toegekend gekregen.

## Geschiedenis
De huidige gemeente Paliseul ontstond op 1 januari 1977 uit een fusie tussen de gemeenten Carlsbourg, Fays-les-Veneurs, Framont, Maissin, Nollevaux, Offagne, Opont en Paliseul. Het gemeentewapen werd op 6 januari 1992 officieel toegekend. Het is het oude wapen van de gemeente Carlsbourg, maar zonder de kroon. Carlsbourg heeft het wapen weer overgenomen van de familie De la Tour d'Auvergne, graven van Auvergne en Boulogne. Een andere tak van deze familie droeg de titel hertog van Bouillon. De gemeente ligt grofweg op ongeveer de helft van het hertogdom. Dezelfde dag dat het wapen werd toegekend, werd ook de gemeentelijke vlag toegekend. 

## Blazoenering
De beschrijving van het wapen luidt als volgt:
Ecartelé aux 1 et 4 d'azur semé de fleurs de lis d'or, à une tour d'argent maçonnée de sable brochant; au 2 d'or à 3 tourteaux de gueules; au 3 coticé, d'or et de gueules; sur le tout, parti d'or à un gonfanon de gueules frangé de sinople et de gueules à la fasce d'argent.
Gevierendeeld: 1 en 4 van azuur bezaaid met Franse lelies van goud, een gemetselde toren van zilver gevoegd van sabel; 2 van goud 3 koeken van keel; 3 geschuinbalkt, goud en keel; over alles gedeeld in goud een gonfalone van keel franje van sinopel en in keel een dwarsbalk van zilver.
De heraldische kleuren zijn: azuur (blauw), goud (geel), zilver (wit), sabel (zwart), keel (rood) en sinopel (groen). Het wapen heeft geen externe ornamenten zoals een kroon of schildhouders.

## Vergelijkbare wapens
OP historische gronden zijn de volgende wapens te vergelijken met die van Paliseul:

Het wapen van Henri Oswald de La Tour d'Auvergne
Het wapen van de familie De La Tour, graven van d'Auvergne
Het wapen van het graafschap Boulogne
Wapen van Huis Comborn, graven van Limoges
Het wapen van Auvergne
Het wapen van Bouillon